# 带宽限制
带宽限制是指寬帶運營商有意限制用戶的数据接受速度以及网络节点或網絡設備的數據发送速度。一般来说，寬帶提供商會限制数据发送者（客户端或服务器）发送数据的速度，而且這樣限制的效果比限制客户端和服務器之間的中间网络设备的速度要好得多，因为在第一种情况下通常不会丢失網路封包，在第二种情况下，网络封包可能会被丢弃。